# ياسوي ياكوشيجي
ياسوي ياكوشيجي (باليابانية: 薬師寺保栄) مواليد 22 يوليو 1968 في تسوكومي، اليابان، هو ملاكم محترف ياباني يصنف ضمن فئة وزن الديك. حقق بطولة المجلس العالمي للملاكمة.

## إحصائيات
خاض خلال مسيرته 28 نزالا، فاز في 24 وتعادل في 1 وخسر في 3. فاز بالضربة القاضية في 16 نزالا.

## روابط خارجية
- ياسوي ياكوشيجي على موقع بوكس ريك (الإنجليزية) (registration required)